# Lovce
Lovce este o comună slovacă, aflată în districtul Zlaté Moravce din regiunea Nitra. Localitatea se află la altitudinea de 271 m deasupra n.m., se întinde pe o suprafață de 10,18 km2 și în 2017 număra 670 de locuitori.

## Istoric
Localitatea Lovce este atestată documentar din 1323.

## Demografie
| An:                | 1994 | 2004   | 2014   | 2024   |
| ------------------ | ---- | ------ | ------ | ------ |
| Număr de persoane: | 661  | 699    | 661    | 703    |
| Diferență:         |      | +5,74% | −5,43% | +6,35% |

| An:                | 2023 | 2024   |
| ------------------ | ---- | ------ |
| Număr de persoane: | 704  | 703    |
| Diferență:         |      | −0,14% |